# マッテーオ・ペルッキ
マッテーオ・ペルッキ（Matteo Pelucchi、1989年1月21日 - ）は、イタリア出身の自転車競技（ロードレース）選手。

## 経歴
2012年、チーム・ヨーロッパカーに移籍。
2013年、IAMサイクリングに移籍。
2017年、ボーラ＝ハンスグローエに移籍。
2019年、アンドローニ・ジョカットーリ・シデルメクに移籍。

## 主な戦歴

### 2011年
- クラシカ・デ・アルメリア
  - 優勝

### 2012年
- チャレンジ・ブエルタ・ア・マリョルカ
  - トロフェオ・ミグホルン　3位
- ダンケルク4日間レース
  - 区間優勝　（第5ステージ）
- ロンド・ド・ロワーズ
  - ポイント賞
  - 区間優勝　（第3ステージ）

### 2013年
- シルキュイ・シクリスト・サルト
  - ポイント賞
  - 区間優勝　（第1ステージ）
- ガーミン・プロレース・ベルリン
  - 2位

### 2014年
- ティレーノ～アドリアティコ
  - 区間優勝　（第2ステージ）
- グランプリ・ド・ドナン・ポルトドゥエノー
  - 2位
- ブエルタ・ア・ブルゴス
  - 区間優勝　（第2ステージ）

### 2015年
- チャレンジ・ブエルタ・ア・マリョルカ
  - トロフェオ・セスセリネス　優勝
  - トロフェオ・パルマ　優勝
- ツール・ド・ポローニュ
  - 区間優勝　（第2，3ステージ）

### 2018年
- ツアー・オブ・スロバキア　区間優勝（第3ステージ）